# New Maryland
New Maryland är en ort i Kanada.   Den ligger i provinsen New Brunswick, i den sydöstra delen av landet, 700 km öster om huvudstaden Ottawa. New Maryland ligger 67 meter över havet och antalet invånare är 4 232.
Terrängen runt New Maryland är platt. Närmaste större samhälle är Fredericton, 7,3 km norr om New Maryland. 
I omgivningarna runt New Maryland växer i huvudsak blandskog. Runt New Maryland är det ganska glesbefolkat, med 38 invånare per kvadratkilometer.